# Zamek w Czortkowie
Zamek w Czortkowie – murowany zamek zbudowany na początku XVII wieku nad lewym brzegu rzeki Seret w Wygnance w miejsce poprzedniego zamku drewnianego z połowy XVI wieku. Obecnie w Czortkowie.

## Historia
Inicjatorem budowy rezydencji był Stanisław Golski. W 1612 r. po śmierci Stanisława Golskiego zamek stał się własnością jego brata kasztelana kamienieckiego Jana Golskiego, a w 1618 r. wdowa po nim Zofia z Zamiechowa Golska, w zamian za zrzeczenie się roszczeń wobec niej z tytułu tzw. "skarbu podhajeckiego", odstąpiła zamek wraz z miastem Stefanowi Potockiemu, w którego rodzinie zamek pozostał przez ponad 100 lat.
Zamek zbudowany został z kamienia i cegły na planie nieregularnym z trzema basztami, z których jedna już dzisiaj nie istnieje. Wewnątrz obwodu stał pałac właścicieli. Od zamku w kierunku zachodnim biegły wały obronne, u ich końca, w okolicy stacji kolejowej, wzmiankowane były ruiny innej budowli. Według legend podziemne lochy miały ciągnąć się z zamku pod rzeką aż do Bilcza Złotego w powiecie borszczowskim. Zamek bronił się wiele razy w czasie licznych najazdów tatarskich i nie został przez nich zdobyty. 
W 1655 roku podczas wojny polsko-rosyjskiej po trwającej kilka dni obronie prowadzonej przez wojewodę Piotra Potockiego, zamek został zdobyty przez idące na Lwów wojska kozacko-moskiewskie. W 1670 roku zamek był oblegany przez Turków. Po zdobyciu go w 1672 roku do roku 1683 był rezydencją tureckiego baszy, po czym odbity został przez wojska polskie pod dowództwem hetmana Andrzeja Potockiego. Wkrótce na zamek przybył Jan III Sobieski.
W XVIII wieku zamek przebudowano południowo-zachodnie skrzydło zamieniając baszty w ryzality i budując taras widokowy. W 1750 r. zamek przeszedł z rąk Potockich do rodziny Wróblewskich, a następnie Sadowskich, która ulokowała w nim po 1809 r. skład tytoniu, a następnie wynajęła władzom austriackim. Po 1815 roku urządzono w nim areszt miejski, w którym w 1863 r. Austriacy więzili internowanych w Galicji powstańców styczniowych.
Ostatni właściciel, zmarły w 1895 roku Hieronim Sadowski, przeznaczył cały swój majątek, a wraz z nim zamek, na cele dobroczynne. W zamku od tego czasu mieścił się przytułek dla starców i kalek, a także szkoła dla dzieci. Opiekę nad całością sprawowało Zgromadzenie Sióstr Miłosierdzia św. Wincentego à Paulo (szarytki) ze Starego Czortkowa. Zamek, który nie był remontowany, popadał w coraz większą ruinę. Po częściowym rozebraniu zapadł się dach. W pomieszczeniach, które nie zostały zniszczone, znajdowały się nadal składy kupieckie. W 1937 r. zamek kupiło Polskie Towarzystwo Turystyczno-Krajoznawcze, które przeprowadziło częściową renowację baszty zamkowej i urządziło w niej schronisko turystyczne, świetlice fotograficzną oraz muzeum regionalne. Po II wojnie światowej i wcieleniu miasta do ZSRR (1945) w pobliżu zbudowano bazę transportową, a sam zamek niezabezpieczony i nieużytkowany ulegał dalszej degradacji, która trwa do dziś.

## Architektura

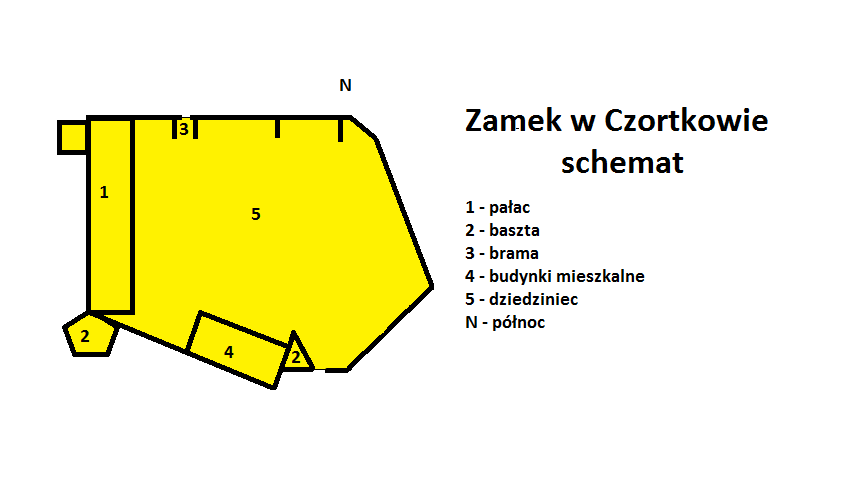
Schemat zamku w Czortkowie

Pierwotnie w tym miejscu stała drewniana warownia, lecz nie zapewniała ona dostatecznego bezpieczeństwa. Wybudowano więc nową z kamienia i cegły. Posiadała ona dwukondygnacyjny budynek mieszkalny, trzy baszty oraz potężne mury obronne z licznymi strzelnicami. W kierunku zachodnim biegły także wały obronne, a przy ich zakończeniu stał stary zameczek, z którego później pozostały tylko fragmenty. Podobno zamkowe lochy ciągnęły się pod rzeką aż do wsi Bilcze Złote.